# Alfred Stettbacher
Alfred Stettbacher (* 1888; † 9. Juli 1961 in Zürich) war ein Schweizer Sprengstofftechniker und Mitredaktor der Schweizerischen Chemiker Zeitung. 

## Leben
Bei seiner Ausbildung zum Ingenieur-Chemiker 1912 an der ETH Zürich kam er auch in Kontakt mit Philosophie und Musik. An der Universität Genf erwarb er bei Amé Pictet mit der Arbeit „Essai de synthese de la morphidine“ den Doktorgrad in Naturwissenschaften. 
Er arbeitete zunächst an verschiedenen Orten Deutschlands in der Sprengstoffbranche. Dass er nicht immer ein bequemer Untergebener war, hat ihm „seine berufliche Laufbahn nicht immer erleichtert“. Vor dem Ersten Weltkrieg war er vorübergehend in der Schweizerischen Sprengstoffabrik AG (SSF) in Dottikon. 1916 erfand er Nitropenta, mit dem seinerzeit höchsten Brisanzwert von 193.000. Zwischen 1913 und 1918 korrespondierte er mit Pictet und Mitte Mai 1920 stand er im Schriftverkehr mit Wilhelm Ostwald und Otto Wiener.
Im April 1921 begann der Schwamendingener als „Assistent II. Klasse“ an der Landwirtschaftlichen Versuchsanstalt Oerlikon, wo er bis zu seiner Pensionierung, die er im Alter von 65 Jahren auf einem leitenden Posten erlebte, tätig war. Danach unternahm er drei große Weltreisen in die USA, nach Indien und in den Fernen Osten. 
In zahlreichen Publikationen über kirchliche, soziale, wirtschaftliche und chemische Probleme nahm er Stellung zu Zeitfragen und war ein Kämpfer für Recht und Gerechtigkeit. Dem modernen Wohlfahrtsstaat gegenüber, der die persönliche Einsatzbereitschaft nach seiner Ansicht hemmt, war er sehr kritisch gesinnt. Als begeisterter Berggänger war er Mitglied des Schweizerischen Alpenclubs. Die zunehmende Motorisierung und der „Hang des breiten Publikums zur körperlichen Bequemlichkeit“ ärgerten ihn.

## Veröffentlichungen
- Die neue Relativitätslehre oder der Untergang alles Absoluten; Prometheus[2] 28, 1–4, 1916
- Über einige notwendige Freiheiten für den Aufstieg der Begabten im Industrieleben; 1919
- Der amerikanische Super-Sprengstoff U-235; 1940
- Der Schuß auf große Entfernung / Geschoß oder Rakete? In : NZZ Nr. 403 vom 8. März 1944
- Die chemische Zündung und ihre Anwendungsmöglichkeiten
- Tetranitromethan-Kohlenwasserstoff-Gemenge. Die brisantesten Sprengstoffzusammensetzungen bis heute; 1942
- Energetische Betrachtungen über die Kraft unserer Explosivstoffe und anderer Energiequellen; Prometheus, Nr. 1331
- The Kruskopf Method, A new way of increasing lump coal production
- Kriegssprengstoffe. Gemeinverständlicher Vortrag über die zerstörende Wirkung der verschiedenen Sprengstoffe, die in Luft, in Wasser oder angrenzend an einen lufterfüllten Raum unter Wasser zur Detonation gebracht werden
- Explosive Spiel- und Scherzartikel
- Pentrinit und Hexonit; Nitrocellulose; 1933
- Die Geheimflüssigkeit; Neue Zürcher Zeitung
- Eine leichtverständliche Darstellung der Atomkernzertrümmerung und der auf dieser fußenden künstlichen Umwandlung der chemischen Elemente
- Die hochexplosiven Körper der Chemie
- Energie, Zusammensetzung und Auspuffgeschwindigkeit chemischer Raketentreibstoffe; 1956
- Vom Steinholz und dessen Bodenbelägen
- Ueber die durch Brandbomben entstehende Wärme und die Erstickungsgefahr infolge Sauerstoffentzuges der Luft